# 民主镇 (哈尔滨市)
民主镇是中国黑龙江省哈尔滨市道外区下辖的一个行政建制镇，北临松花江。其前身是民主乡，2013年2月，经黑龙江省人民政府民政厅批准，民主乡撤乡建镇。

## 行政区划
下辖以下地区：
民主中心社区、民富村、胜利村、庆丰村、光明村、民主村、新国村、五星村、新发村、友谊村和新立村。